# Bibelgarten (Hamburg)

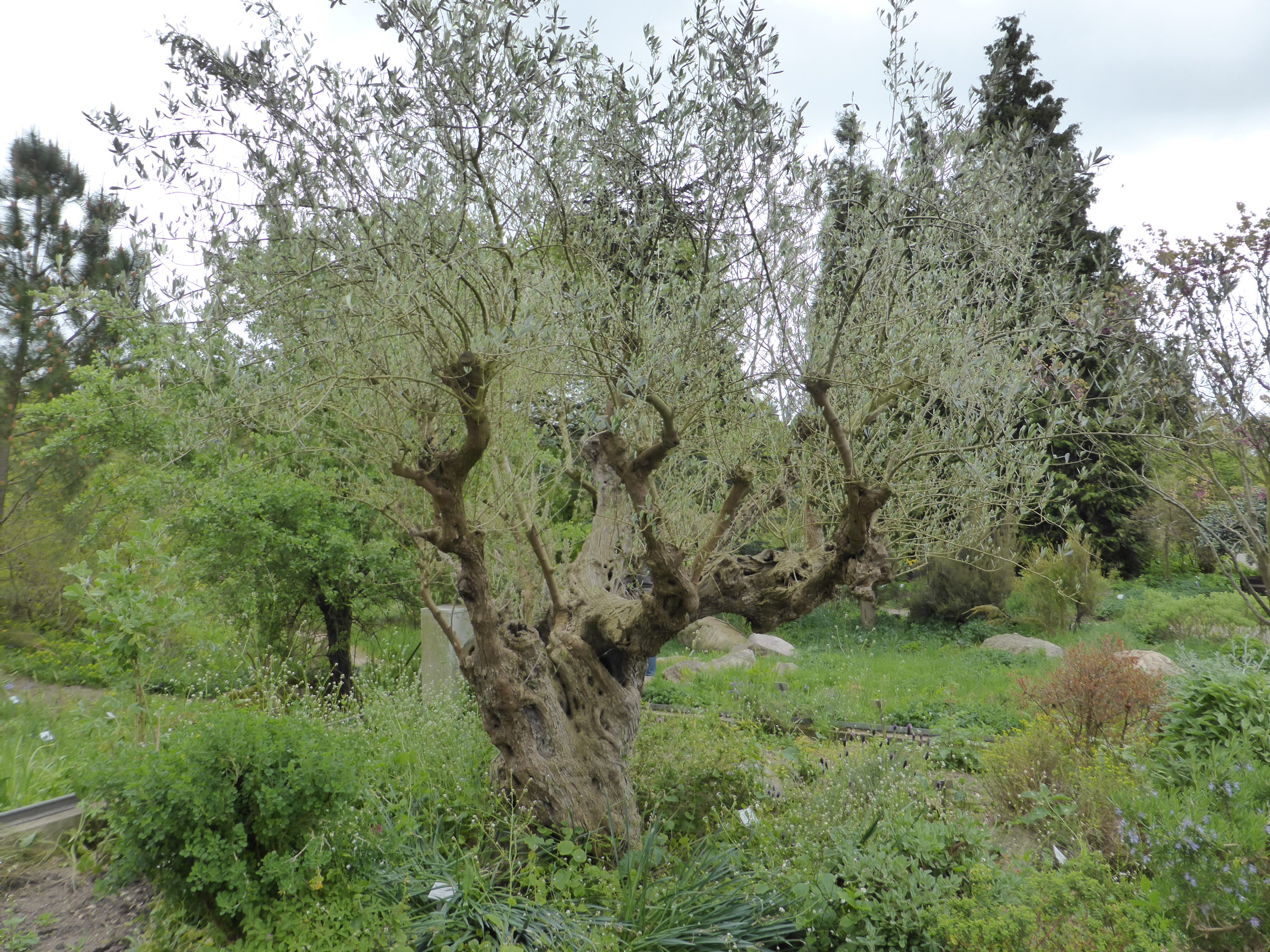
100-jähriger Ölbaum im Bibelgarten

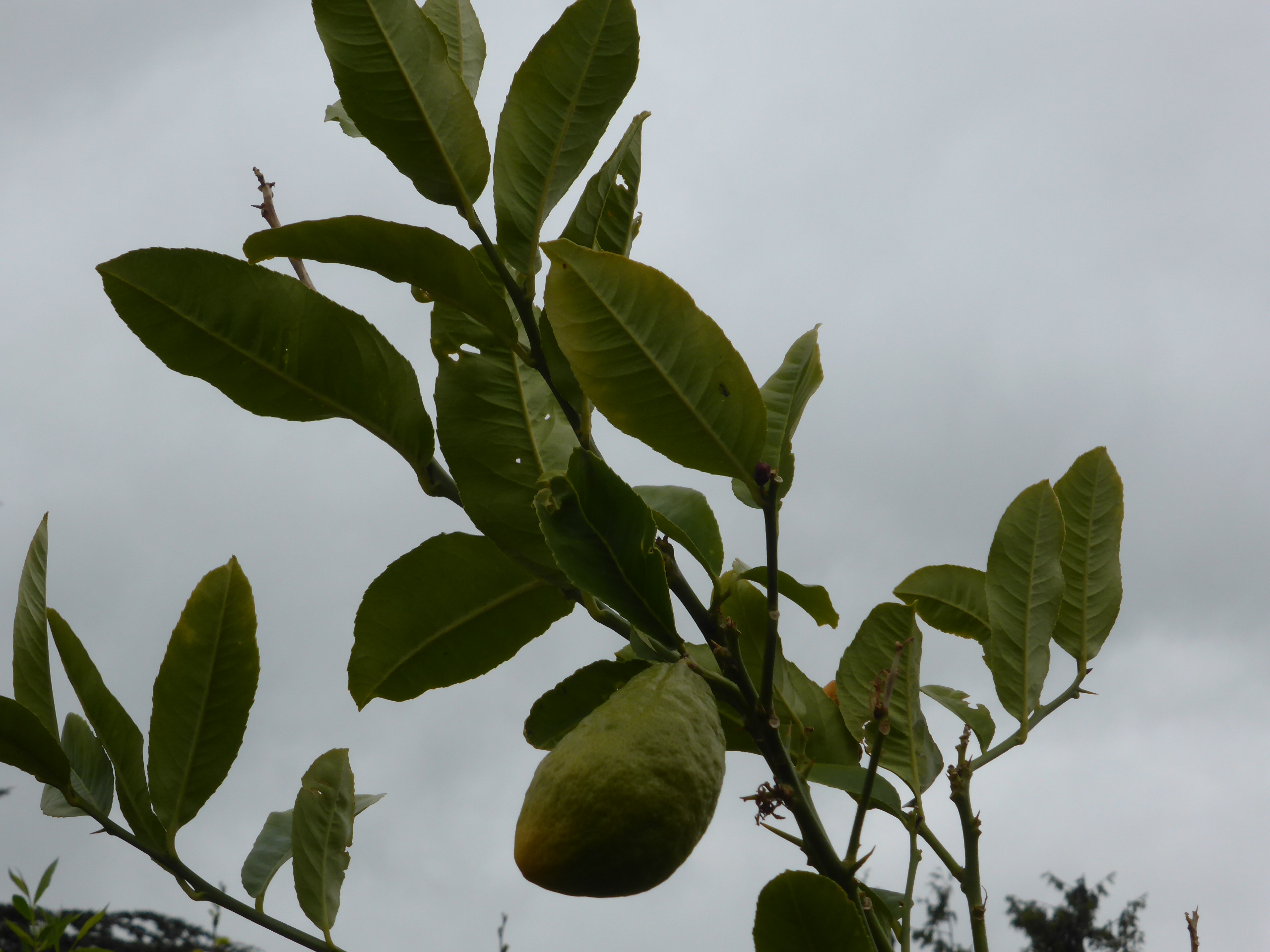
Etrog im Hamburger Bibelgarten. Die Zitronatzitrone ist Bestandteil des Feststraußes am jüdischen Laubhüttenfest

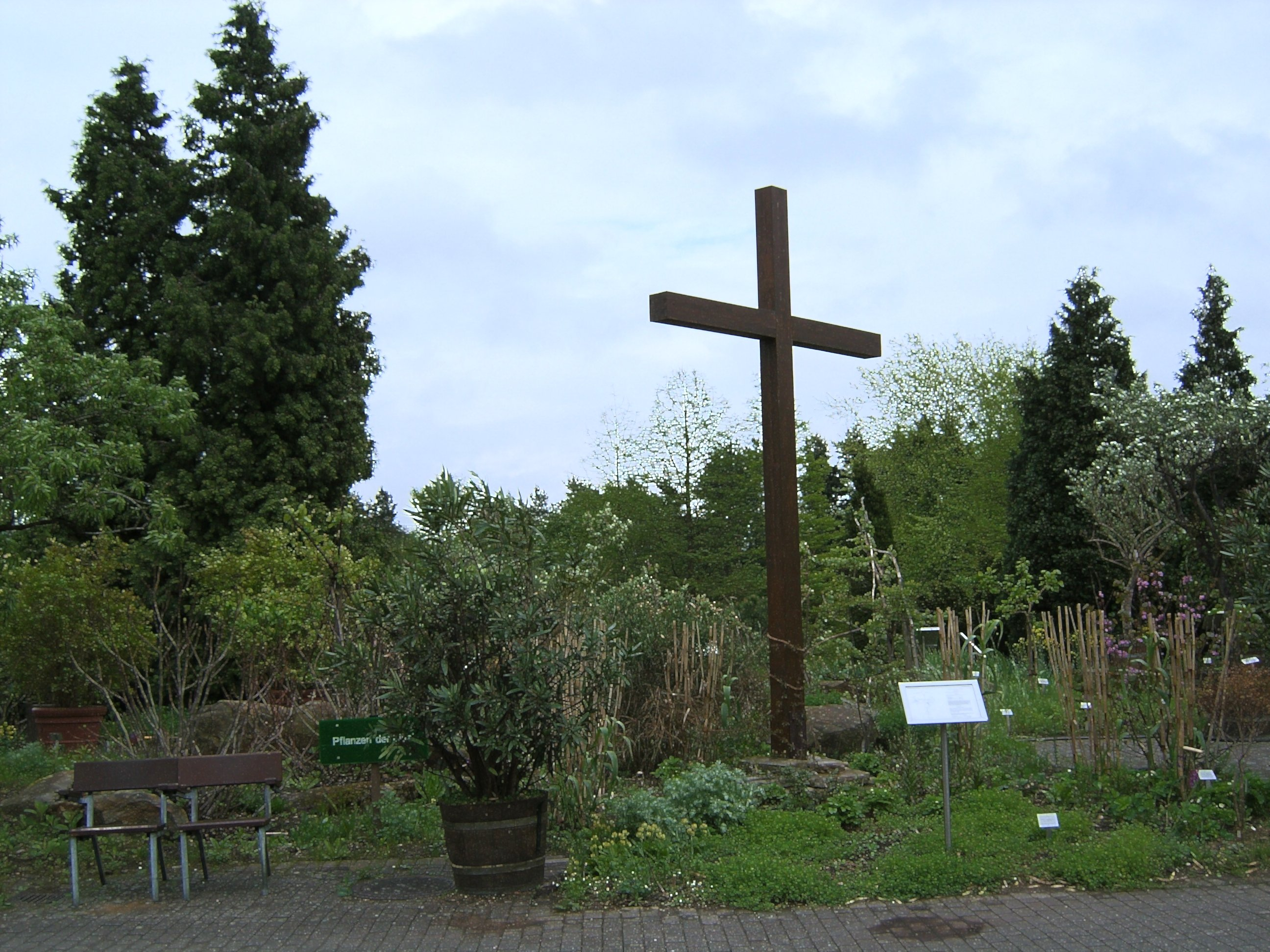
Ein Holzkreuz und darunter Pflanzen der Passionsgeschichte

Der Bibelgarten in Hamburg nimmt in doppelter Hinsicht eine Sonderstellung unter den deutschen Bibelgärten ein.
Erstens war er der erste Bibelgarten in Deutschland, nämlich schon 1979 angelegt; zweitens ist er der einzige Bibelgarten, der von Botanikern konzipiert wurde. Er ist ein Teil des Loki-Schmidt-Gartens im Hamburger Stadtteil Klein Flottbek. Der Bibelgarten ist als Themengarten Teil des Reviers „Pflanze und Mensch“, in dem kulturhistorische Aspekte von Pflanzen dargestellt werden.

## Bibelpflanzen 1979
Die Gründe für die Zusammenstellung von Bibelpflanzen als Teil der ständigen Ausstellung mediterraner Pflanzen im Botanischen Garten Hamburg sind nicht bekannt. 53 Pflanzen wurden im Bibelgarten von 1979 in Kübeln oder kleinen Beeten präsentiert, dazu ihre deutschen und lateinischen Namen, die Gattung und das Verbreitungsgebiet.

## Geographisches Konzept Ende der 1980er Jahre
Eine erste Umgestaltung erfolgte Ende der 1980er Jahre durch eine Kooperation mit dem Botanischen Garten Jerusalem: Hamburg erhielt eine Lieferung von Pflanzen aus Israel, mit denen die Geographie des Landes nachgebildet werden konnte. Im subtropisch-mediterranen Klima Palästinas treffen sich Florenelemente der orientalischen Steppen, der arabischen Wüsten und der afrikanischen Tropen mit der Flora des östlichen Mittelmeerraumes.
Aus botanischer Sucht erschien es nicht zielführend, bibelhebräische Pflanzennamen zu identifizieren. Ein Beispiel dafür sind Dornen und Disteln, für die sich in der Bibel rund zwanzig Vokabeln finden, denen in der Flora Palästinas aber etwa siebzig Dornenpflanzen gegenüberstehen. (Die Identifizierung wird üblicherweise über die arabischen Pflanzennamen versucht, da Arabisch und Hebräisch verwandte Sprachen sind.)
Es gab folgende Pflanzengruppen:
- Fruchtbäume in Judäa,
- Feldfrüchte der Scharonebene,
- Libanonpflanzen,
- Wasserpflanzen,
- Wüstenpflanzen.[2]

## Biblisch-literarisches Konzept seit 1997
Im Jahr 1997 erfuhr der Bibelgarten eine Neugestaltung nach dem Vorbild des biblischen Landschaftsparks Neot Kedumim in Israel. Zum Jahr der Bibel 2003 wurde er erweitert und gliedert sich nun in folgende Themenbereiche:
- Gleichnisse der Bibel;
- Das Hohelied;
- Der Weg des Mose;
- Die Kreuzigung Jesu.

Die vorherige geographische Zusammenstellung der Pflanzen wurde zugunsten der thematischen Darbietung aufgehoben. Kulturpflanzen sind in Reihen angeordnet, Wildpflanzen „in zufälliger Gestaltung, um den landschaftlichen Charakter der Anlage zu unterstreichen.“ Mit dem Stichwort „Weg des Mose“ wurden Pflanzen erfasst, die in den Fünf Büchern Mose erwähnt werden und deshalb in der jüdischen Tradition eine besondere Bedeutung haben; ein Beispiel dafür ist die Gruppe von aromatischen Pflanzen unter einem 100-jährigen Ölbaum: Die Duftstoffe sollen an die Räucheropfer im Jerusalemer Tempel erinnern, der Ölbaum an die Menora. Der Siebenarmige Leuchter wird nämlich von manchen Exegeten als stilisierter Baum interpretiert. Jedenfalls war der Ölbaum der Lieferant für das Öl, das im Kult Verwendung fand, unter anderem bei der Bedienung des Leuchters.
Mit dem neuen, „biblisch-literarischen“ Konzept erreichte der Bibelgarten ein größeres Publikum. Fünf von 26 Bibelgärten in Deutschland wurden von dem Hamburger Konzept inspiriert.